# Eurytoma neoverticillata
Eurytoma neoverticillata är en stekelart som beskrevs av T.C. Narendran 1994. Eurytoma neoverticillata ingår i släktet Eurytoma och familjen kragglanssteklar. Inga underarter finns listade i Catalogue of Life.